# Spirit (jezero)
Spirit (anglicky Spirit Lake) je jezero sopečného původu, nacházející se v USA, ve státě Washington. Zhruba 6 kilometrů na jihozápad se nad ním tyčí jedna z aktivních sopek Kaskádového pohoří, Mount St. Helens. Její slavná erupce v roce 1980 jezero velmi znatelně poškodila a pozměnila.

## Erupce sopky St. Helens
V březnu 1980 se přilehlá sopka St. Helens, vzdálená 6 km na jihozápad, probudila sérií zemětřesení, čímž se ukončilo její 123 let dlouhé období nečinnosti. Na konci dubna odborníci s překvapením zjistili, že stoupající magma se v útrobách hory odklonilo a hromadilo se uvnitř jejího severního svahu. Ten se vyboulil až o 150 m. 18. května 1980 (v 08:32 místního času) se celý severní svah sesunul. Ihned na to, na tomtéž místě, magma proráží na povrch v podobě silné, laterálně (bočně) směřované erupce. Vzniká masivní pyroklastický proud o teplotě 360 °C, který brzy zrychlí a na krátko dosáhne dokonce i rychlosti zvuku. Během několika minut zničí severní úpatí až do vzdálenosti 30 km. Úplně zpustošená oblast zaujímala plochu 600 km². Jezero Spirit se nacházelo přímo v dráze, jak sesuvu, tak pyroklastického proudu. Když k němu dorazily, vzniklo megatsunami vysoké 180–260 m. Masa vody při nárazu na protější břehy vystoupala po horských svazích na severním pobřeží a smetla tamější vrostlý les. Vracející se voda poté stáhla kmeny stromů zpět do jezera. Ty dodnes plavou na jeho hladině a zabírají zhruba 40% jeho rozlohy. Depozita sesuvu a vulkanického materiálu snížila objem Spiritu o přibližně 56 milionů m³. Stejný materiál zablokoval jeho přirozený odvod vody. Nadmořská výška hladiny se zanesením zvedla o 60–63 m. Plocha jezera ze zvětšila z 5,26 km² na 8,9 km², kdežto maximální hloubka se z původních 58 m snížila na 34 m. Po erupci se vody Spiritu staly toxickými tím, jak do nich ze dna probublávaly sopečné plyny. Jeden měsíc po erupci v něm nebyl rozpuštěn žádný kyslík a obývaly ho pouze bakterie. Odborníci předpovídali, že se jezero vzpamatuje velmi pomalu, ovšem po znovuobjevení fytoplanktonu roku 1983, se hladina kyslíku opět obnovila. Později ho začali kolonizovat obojživelníci (např. žáby a mloci) a v roce 1993 také ryby (pstruh duhový).
Suť ze sesuvu, depozita pyroklastického proudu a později i uloženiny laharů, nejenže zaplnily značnou část jezera, ale také v podobě přírodní hráze zcela zablokovaly jeho přirozený odtok v jeho jihozápadní části, kudy voda odtékala do severní zdrojnice řeky Toutle. Hladina Spiritu začala po erupci nekontrolovatelně stoupat. Pokud by dosáhla kritické úrovně, mohla by být hráz protržena a řekou Toutle by se prohnala masivní povodeň. V roce 1985 se proto vyhloubil odvodňovací tunel skrz Harryho hřeben na západním břehu. Dosahuje délky 2580 m a odtékající vodu gravitačně odvádí do potoka South Coldwater Creek. Hladina Spiritu se tak stabilně udržuje na kótě 1038 m n. m.

## Geografie
Jezero Spirit se nachází na úpatí aktivní sopky Mount St. Helens, v okrese Skamania v jihozápadní části Washingtonu, na severozápadě Spojených států amerických. Má přibližně tvar písmene „V“, orientované ve směru severovýchod–jihozápad. Obě ramena směřují severním až severovýchodním směrem, přičemž to východní je delší a rozlehlejší. Jezero vzniklo před 4 tisíci lety, kdy depozita laharů a pyroklastických proudů postupně přehradila přítok severní větve řeky Toutle.
Spirit napájí dešťové srážky a několik malých potoků. Do roku 1980 mělo svůj přirozený odtok a hladina se držela v nadmořské výšce 970 m, ovšem po výbuchu St. Helens se stalo endorheické (tj. bezodtoké). Následně se musel kvůli samovolně stoupající hladině vyhloubit odtokový tunel. Povrch jezera je v současné době z velké části stále pokryt tisíci plavajícími kmeny stromů, které tu událost z roku 1980 zanechala.

### Klima
Údaje z meteorologické stanice Spirit Lake Ranger naznačují, že oblast okolo jezera je z hlediska Köppenovy klasifikace podnebí klimatickým typem Dsc (subarktické klima se suchým létem) nebo Csc (středomořské klima s chladným létem). Oba typy jsou vzácné a ve světě se vyskytují pouze v některých regionech. Nicméně nedávná klimatická data z oblasti jezera Spirit nejsou k dispozici, aby potvrdila, zda se zde stále nachází některý z těchto vzácných klimatických typů.
| Spirit (1932–1956) – podnebí           | Spirit (1932–1956) – podnebí | Spirit (1932–1956) – podnebí | Spirit (1932–1956) – podnebí | Spirit (1932–1956) – podnebí | Spirit (1932–1956) – podnebí | Spirit (1932–1956) – podnebí | Spirit (1932–1956) – podnebí | Spirit (1932–1956) – podnebí | Spirit (1932–1956) – podnebí | Spirit (1932–1956) – podnebí | Spirit (1932–1956) – podnebí | Spirit (1932–1956) – podnebí | Spirit (1932–1956) – podnebí |
| Období                                 | leden                        | únor                         | březen                       | duben                        | květen                       | červen                       | červenec                     | srpen                        | září                         | říjen                        | listopad                     | prosinec                     | rok                          |
| -------------------------------------- | ---------------------------- | ---------------------------- | ---------------------------- | ---------------------------- | ---------------------------- | ---------------------------- | ---------------------------- | ---------------------------- | ---------------------------- | ---------------------------- | ---------------------------- | ---------------------------- | ---------------------------- |
| Nejvyšší teplota [°C]                  | 10                           | 13                           | 14                           | 25                           | 28                           | 32                           | 38                           | 34                           | 31                           | 29                           | 17                           | 13                           | 38                           |
| Průměrné denní maximum [°C]            | 0,5                          | 1,8                          | 3,4                          | 8                            | 11,3                         | 15                           | 21,8                         | 21,4                         | 17,6                         | 11,3                         | 5                            | 2,3                          | 9,9                          |
| Průměrné denní minimum [°C]            | −4,2                         | −4,1                         | −3,3                         | −1,3                         | 0,6                          | 3,1                          | 7,1                          | 7,3                          | 5,4                          | 2,8                          | −0,4                         | −2,3                         | 0,9                          |
| Nejnižší teplota [°C]                  | −26                          | −26                          | −24                          | −14                          | −8                           | −3                           | −1                           | 0                            | −2                           | −10                          | −21                          | −18                          | −26                          |
| Průměrné srážky [mm]                   | 343                          | 267                          | 270                          | 250                          | 200                          | 93                           | 23                           | 49                           | 170                          | 220                          | 344                          | 396                          | 2 625                        |
| Sněžení [cm]                           | 1 950                        | 2 320                        | 1 690                        | 570                          | 120                          | 0                            | 0                            | 0                            | 2,5                          | 120                          | 480                          | 1 390                        | 8 642,5                      |
| Zdroj: Western Regional Climate Center |                              |                              |                              |                              |                              |                              |                              |                              |                              |                              |                              |                              |                              |

## Využití
Jezero Spirit, podobně jako celé okolí sopky St. Helens, bylo oblíbenou rekreační oblastí. Do erupce 1980 se na březích rozkládalo šest kempů: Boy Scout (Camp Spirit Lake), Girl Scout Camp at Spirit Lake, Camp Loowit, Portland YMCA camp, Harmony Fall Lodge a další pro širokou veřejnost. Pro návštěvníky bylo k dispozici také několik chat, včetně Spirit Lake Lodge a Mount St. Helens Lodge. Poslední byla vlastněna a provozována Harrym R. Trumanem, významnou obětí sopky v roce 1980.

## Galerie

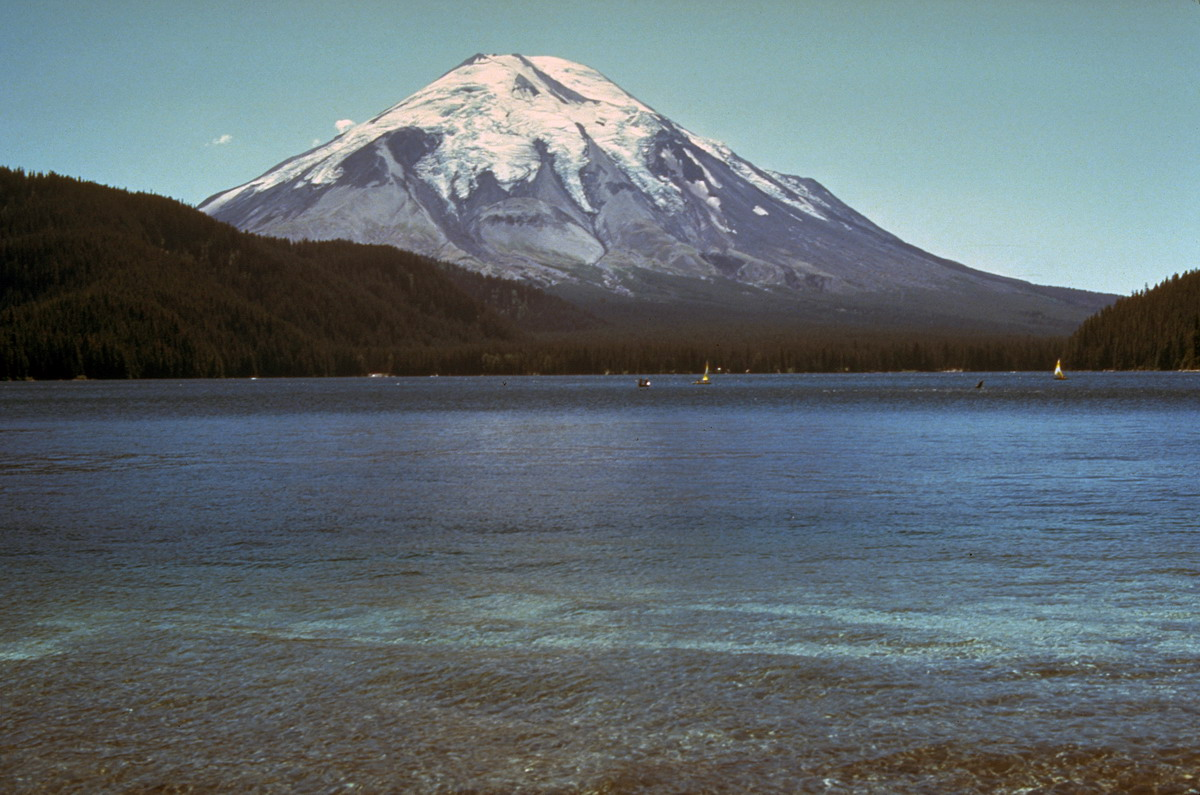
Pohled ze Spiritu na St. Helens. Jezero bylo oblíbenou rekreační lokalitou.
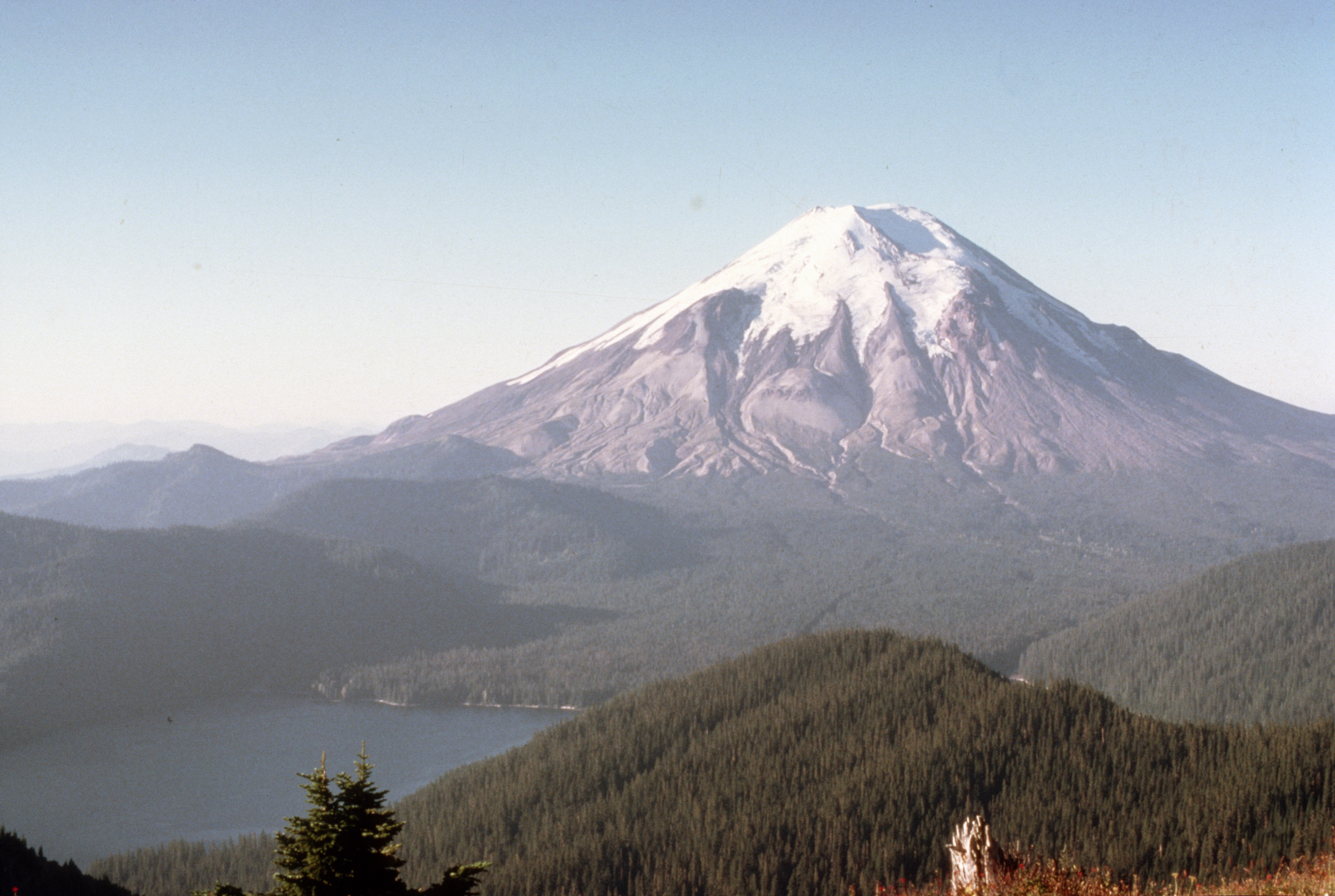
Spirit a St. Helens z hory Margaret. Po erupci se jeho rozloha zvětšila více než dvojnásobně.
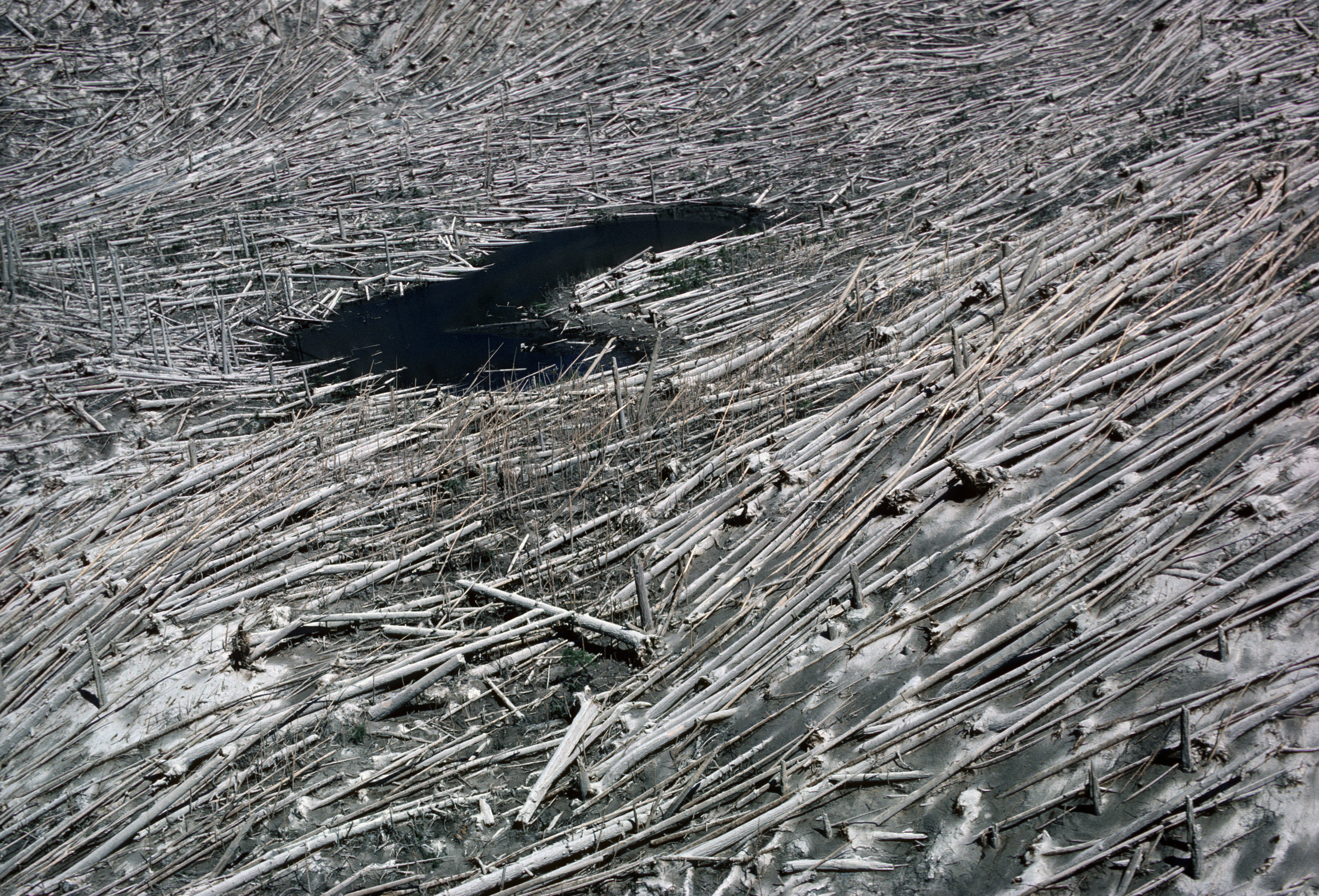
Pyroklastickým proudem zpřelámané a spálené kmeny stromů v okolí jezera Boot, rozkládající se od sopky v téměř dvakrát větší vzdálenosti než Spirit.
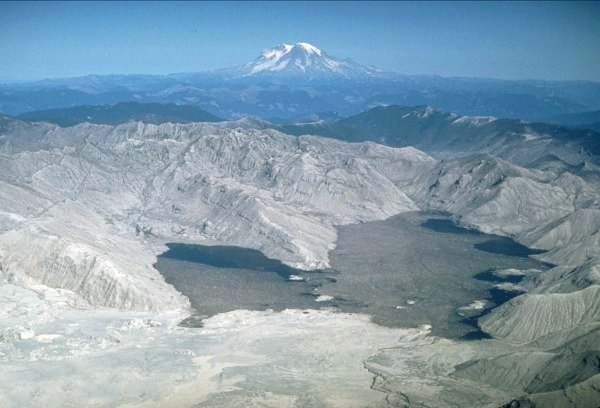
Oblast, kterou se při erupci St. Helens prohnal masivní pyroklastický proud. Foceno 4 měsíce poté.
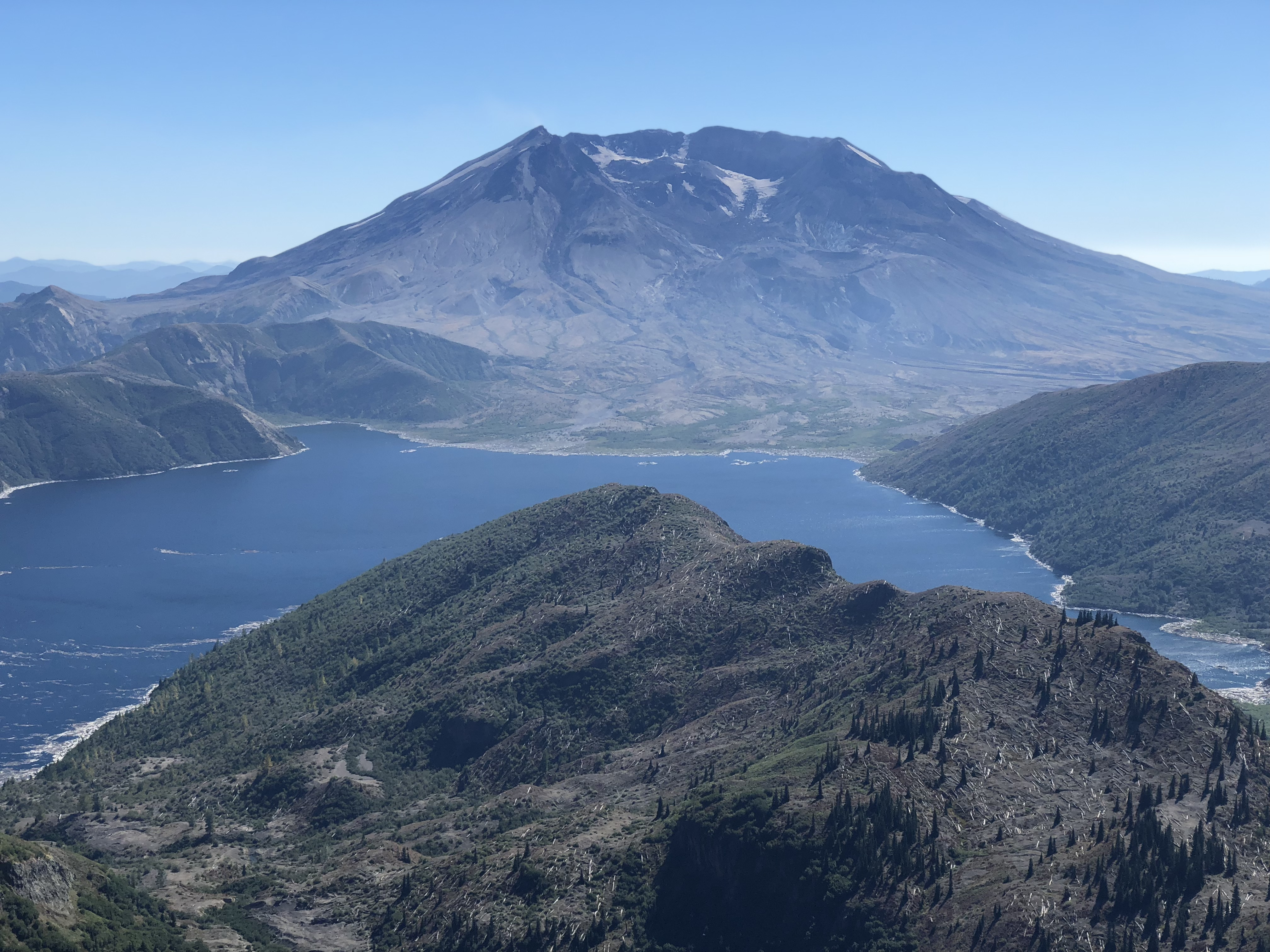
Torzo sopky je o 400 m nižší než původní kužel.
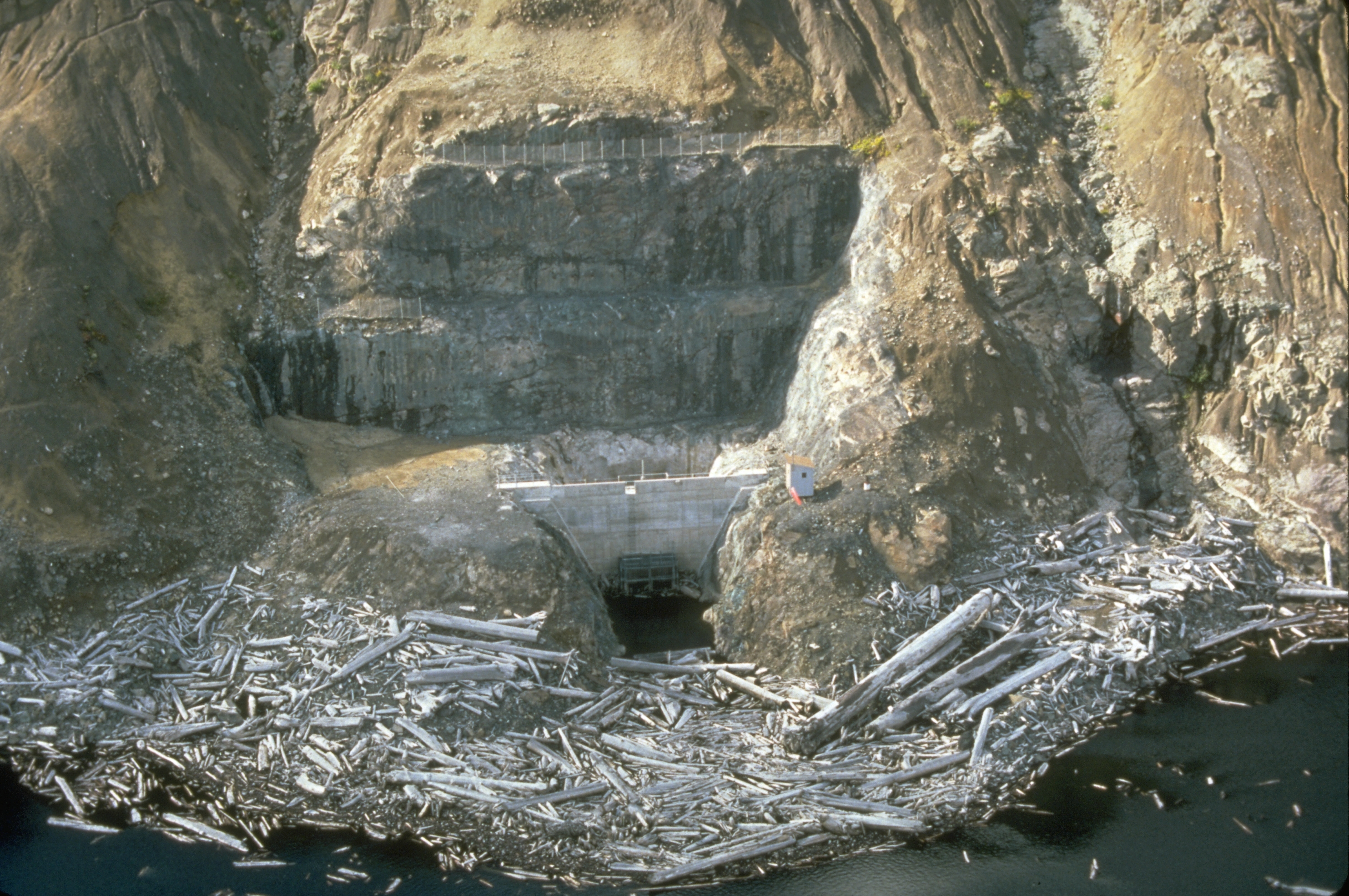
Odtokový tunel na západním břehu.
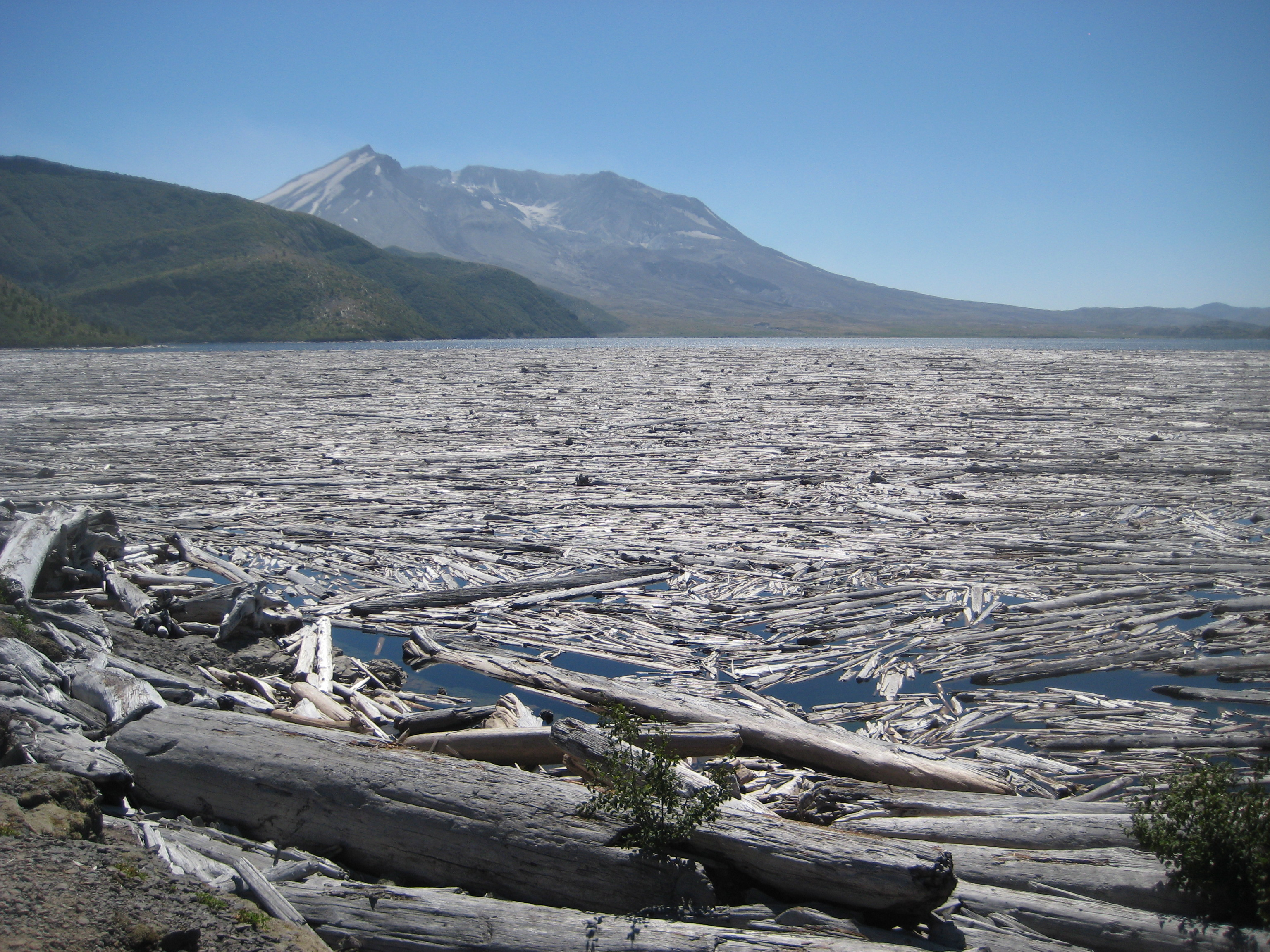
Tisíce kmenů stromů, které megatsunami spláchlo z hornatých břehů, dodnes plavou na hladině.
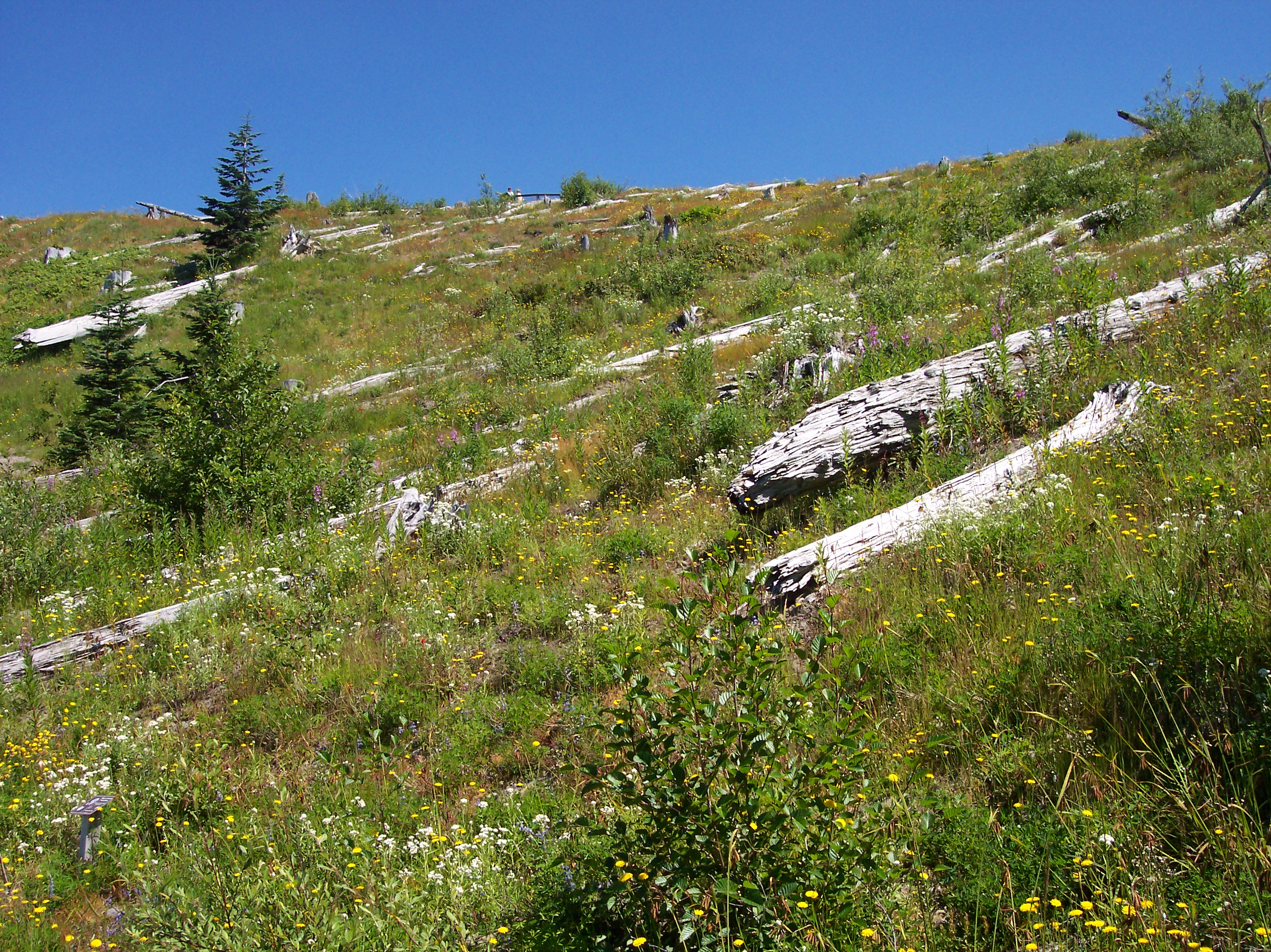
Vzpamatovávající se příroda jen několik kilometrů od Spiritu (25 let po erupci).